# Ковальчик, Юзеф
Юзеф Ковальчик (пол. Józef Kowalczyk; 28 августа 1938 год, Ядовники-Мокре, Польша) — польский куриальный прелат и сановник, ватиканский дипломат. Апостольский нунций в Польше с 26 августа 1989 по 8 мая 2010. Архиепископ Гнезно и примас Польши с 8 мая 2010 по 17 мая 2014.
Доктор канонического права с 1968 года, работал в Римской курии. 26 августа 1989 года назначен титулярным архиепископом Гераклеи и апостольским нунцием в Польше. 8 мая 2010 года покинул пост нунция в Польше и назначен архиепископом Гнезно и примасом Польши. 17 мая 2014 года папа Франциск принял его отставку с поста архиепископа Гнезненского.

## Биография

### Образование и священство
В 1955 году — прошел экзамен на аттестат зрелости в средней школе. В 1956 году он начал обучение в Высшей семинарии «Hosianum» в Ольштыне. 18 марта 1961 года рукоположён в дьяконы, а 14 января 1962 года — в священники. В том же году он был назначен викарием прихода Святой Троицы в Квидзыне. С октября 1963 года учился на факультете канонического права Католического университета Люблина. С 24 февраля 1965 года продолжил обучение в Риме, на факультете канонического права Папского Григорианского университета.

### На работе в Римской Курии
В Риме, прошёл каноническую административную практику в Конгрегации по делам духовенства. С 1967 года сотрудничает в Генеральном секретариате Синода епископов в Риме и принимает участие в исследовании Ватиканского секретного архива (получает дополнительно диплом архивариуса).
В 1968 году он получил степень доктора канонического права. В том же году он начал изучать работу Трибунала Священной Римской Роты, завершив обучение в 1971 году получением звание адвоката Римской Роты.
С 19 декабря 1969 года принят на постоянную работу в Конгрегацию доктрины веры. Сопровождал архиепископа Луиджи Поджи, Апостольского нунция по особым поручениям, во время его специальной поездки в ПНР (1976—1978) и являлся членом Группы от Святого Престола по поддержанию постоянных рабочих контактов с правительством ПНР.
18 октября 1978 года была открыта польская секция Государственного Секретариата, которую он возглавил. В том же году он был назначен государственным секретарём кардиналом Жаном-Мари Вийо председателем Комитета по публикации писем Кароля Войтылы, написанных им до его избрания епископом Рима. В 1981 году он стал членом Административного совета Фонда Иоанна Павла II. Как руководитель польской секции Государственного секретариата, он принимал участие в многочисленных зарубежных поездках Папы Римского Иоанна Павла II.

### Нунций в Польше
С 17 июля 1989 года, после установления дипломатических отношений между Святым Престолом и ПНР, он был назначен Апостольским нунцием в Польше. 26 августа 1989 года назначен титулярным архиепископом Гераклеи. 20 октября 1989 года рукоположён в епископский сан в Базилике Святого Петра Папой Римским Иоанном Павлом II. Как епископ, утвердил свой девиз «Fiat Voluntas Tua».
26 ноября 1989 года в Варшавском соборе Святого Иоанна Крестителя начал миссию папского нунция в католической церкви в Польше, а 6 декабря 1989 года во дворце Бельведер вручил верительные грамоты и начал свою миссию в государстве, в том числе и как дуайен дипломатического корпуса в Польше.
В ходе своей миссии добился восстановления военного ординариата Войска Польского в 1991 году, он подготовил и провел всеобъемлющую реорганизацию административных структур церкви в Польше (1992, 1996, 2004 и 2009), провёл переговоры по тексту конкордата и 28 июля 1993 года подписал конкордат между Святым Престолом и Польской Республикой (ратифицирован в 1998 году). Он принимал участие в подготовке и в сопровождении польских паломников в Рим к Папам Иоанну Павлу II (1991, 1995, 1997, 1999, 2002) и Бенедикту XVI (2006).

### Примас Польши
С 8 мая 2010 года по 17 мая 2014 года — архиепископ Гнезно и примас Польши

## Награды
- Большой крест ордена Возрождения Польши (2010 год)[2][3].
- Большой крест со звездой и плечевой лентой ордена «За заслуги перед Федеративной Республикой Германия» (ФРГ, 2007 год)[3].
- Большой крест ордена Заслуг Португальской Республики (2008 год)[4][3].
- Большой крест pro Piis Meritis Melitensi (Мальтийский орден, 2003 год)[3].
- Командор со звездой ордена Святого Гроба Господнего Иерусалимского[5].
- Почётный знак МИД Польши «Bene Merito» (2009 год)[3].
- Медаль Milito Pro Christo (Полевой ординариат Войска Польского, 2009 год)[3].
- Медаль Посольства Азербайджана в Польше (2013 год)[6].

## Почётные учёные степени
- Почётный доктор Аграрного университета в Кракове (1999 год),
- Почётный доктор Университета имени кардинала Стефана Вышинского (2000 год),
- Почётный доктор Люблинского Католического университета имени Иоанна Павла II (2001 год),
- Почётный доктор Варминско-Мазурского Университета (2004 год).

## Звания почётного гражданина
- Почетный гражданин Сандомира (1992 год),
- Почётный гражданин Квидзына (1993 год),
- Почётный гражданин Хойнице (1994 год)
- Почётный гражданин Тарнувского повята (2010 год).

## Публикации
1. «De extraordinario confirmationis ministro», Roma 1969
2. «Dojrzewanie czasu», Poznań 1998
3. «Na drodze konsekrowanej», Kraków 1999
4. «Służyć Słowu», Poznań 2000
5. «Fiat voluntas Tua. Arcybiskup Józef Kowalczyk, Nuncjusz Apostolski w Polsce», Warszawa 2002,
6. «Tym, którzy Polskę stanowią», Warszawa 2003
7. «Otwórzcie serca Chrystusowi, który przychodzi z darem pokoju», Warszawa 2003
8. «Nuncjatura Apostolska — Dom Papieski w Warszawie», Warszawa 2005; wydanie drugie, poszerzone Warszawa 2009
9. «Jestem wpisany w Ciebie nadzieją. Świadectwa po śmierci Jana Pawła II», Marki 2006
10. «Świadectwo i służba. Rozmowy o życiu i Kościele», Warszawa 2008